# Brâglez
Brâglez – wieś w Rumunii, w okręgu Sălaj, w gminie Surduc. W 2011 roku liczyła 267 mieszkańców.